# Rollberg (Randowtal)
Rollberg ist ein Wohnplatz im Ortsteil Eickstedt der Gemeinde Randowtal des Amtes Gramzow im Landkreis Uckermark in Brandenburg.

## Geographie
Der Ort liegt drei Kilometer nordnordöstlich von Eickstedt. Die Nachbarorte sind Wallmow im Nordosten, Vogelsang im Osten, Schmölln im Südosten, Eickstedt Ausbau im Südwesten, Ziemkendorf im Westen sowie Grenz im Nordwesten.

## Orts- und Gutsgeschichte
1818 wurde auf der Gemarkung des Ortes für Rollberg ein gutsherrliches Vorwerk genannt, welches zum Gutskomplex Eickstedt der Familie von Eickstedt gehörte. Erbaut wurde das Vorwerk vom Ritterschaftsrat von Eickstedt und vom Rittmeister von Eickstedt vollendet. Rollberg wird in späteren Quellen bald als Rittergut bezeichnet und ging damit eine schnelle Entwicklung. 1861 lebten in Rollberg 44 Einwohner. Etwas später findet sich im erstmals amtlich publizierten Generaladressbuch der Rittergutsbesitzer für die Provinz Brandenburg 1879 auch Rollberg wieder. Eigentümer war ein Baron von Eckstedt-Peterswaldt als Eigentümer. Hauptsitz Rittergut Eickstedt mit 889 ha, verpachtet an Ober-Amtmann Lindenberg. Rittergut Rollberg wurde an Ober-Amtmann Walbaum verpachtet, mit 271 ha. Der eigentliche Hauptwohnsitz der Gutsbesitzer war Rothenklempenow, dann Hohenholz. Eickstedt wurde zwar als Stammhaus der gleichnamigen von Eickstedt bezeichnet, spielte aber mit Rollberg nicht mehr die historisch und wirtschaftliche zentrale Rolle. Für den Gutskomplex Eickstedt-Rollberg stifteten die Gutsherrn um 1888 ein besonderes Geldfideikommiss mit Festlegungen für die genealogischen Nachfahren des Ahnen des Vivigenz von Eickstedt-Peterswald(t) (1460–1534) in Form der Erstgeburt, Nutzniesser Ernst Graf von Eickstedt. Im Zeitraum vor der großen Wirtschaftskrise 1929/1930 bestand Rittergut Rollberg noch mit 275 ha. Den Betrieb leiteten die Eickstedts nicht selbst, sondern über einen Verwalter. Der Gutseigentümer lebte auf Schloss Hohenholz. Das 1942 zuletzt veröffentlichte Gothaische Genealogische Taschenbuch des Adels benennt für Gut Eickstedt mit Rollberg 891 ha Land. Letzter Gutsbesitzer auf Eickstedt mit Rollberg war laut dem Genealogischen Handbuch des Adels bis zur Bodenreform 1945 Vivigenz Ernst Graf von Eickstedt-Peterswaldt. Er lebte nach den Enteignungen teilweise in Südafrika.